# Amy Peterson
Amy Peterson (n. 29 noiembrie 1971, Maplewood⁠(d), Minnesota, SUA) este o sportivă ce a reprezentat Statele Unite ale Americii, medaliată olimpică. A participat la 5 ediții ale Jocurilor Olimpice (1988, 1992, 1994, 1998, 2002) în care a câștigat o medalie de argint și două medalii de bronz.